# William Diamond

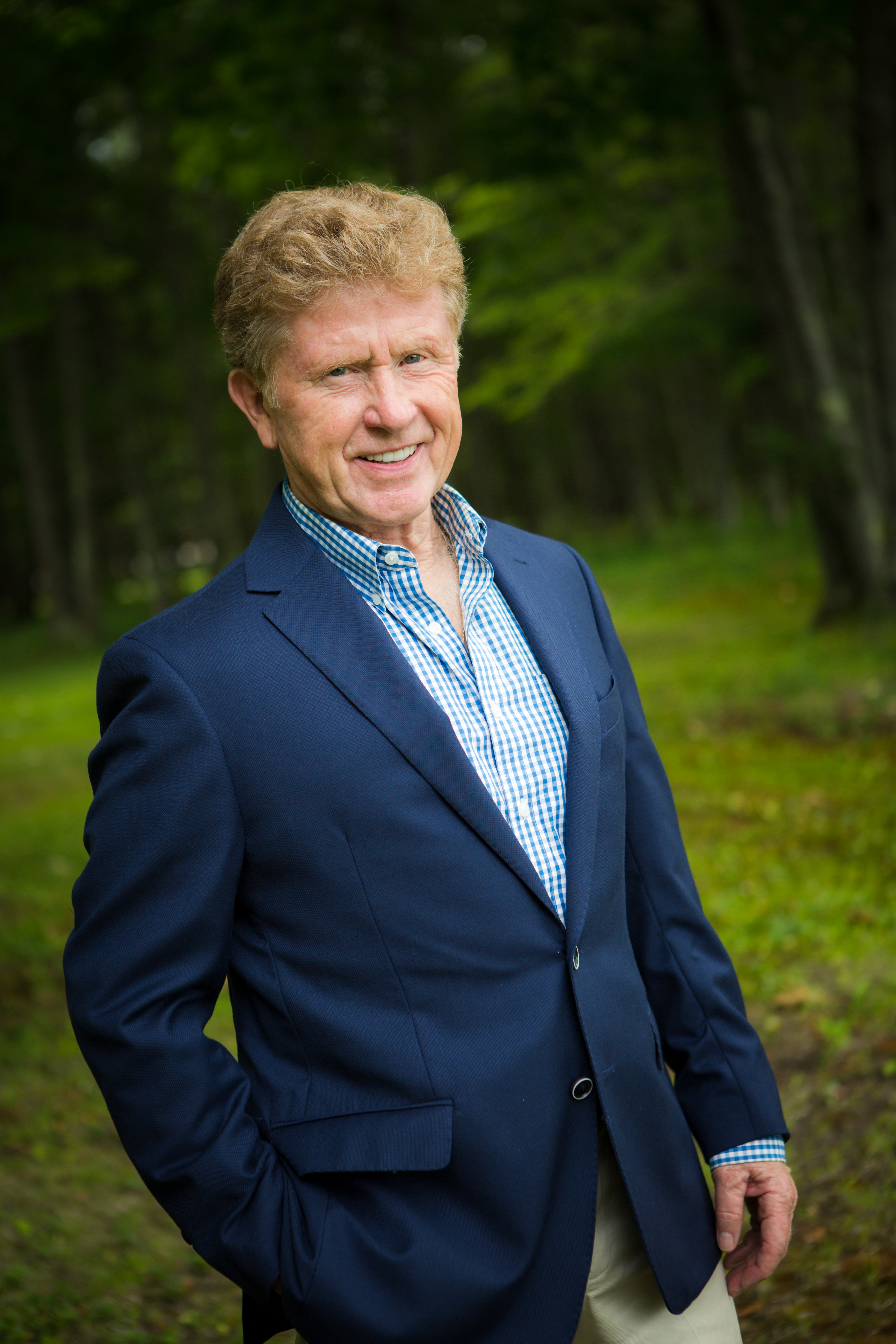
William Diamond, 2020

William Bill Diamond (* 19. Februar 1945 in Gardiner, Maine) ist ein US-amerikanischer Lehrer und Politiker, der von 1989 bis 1996 Secretary of State von Maine war.

## Leben
William Diamond wurde 1945 in Gardiner, Maine geboren. Den BS machte er im Jahr 1968 am Gorham State Teachers College, den MS in Administration/Education im Jahr 1971 an der University of Southern Maine. Jeweils einen MA erwarb er im Jahr 1972 von der University of Maine, 1994 von der University of Southern Maine und post MA 1998 von der University of New England.
Diamond ist Mitglied der Demokratischen Partei. Von 1976 bis 1982 war er Abgeordneter im Repräsentantenhaus von Maine. Von 1982 bis 1986 gehörte er dem Senat von Maine an. Im Jahr 1988 kandidierte er zum Secretary of State und übte dieses Amt von 1989 bis 1996 aus. Seit 2004 gehört er erneut dem Senat von Maine an.
Als Lehrer und Schulleiter war Diamond von 1968 bis 1986 an Schulen in Windham tätig und im Jahr 1973 Schulleiter an der Manchester Elementary School. School Superintendent in Raymond war er im Jahr 1986. Für die Élan School arbeitet er als Director of Governmental Relations, zudem betreibt er seit 1980 ein kleines Geschäft.
William Diamond ist verheiratet und hat zwei Töchter.